# Сафіуллін Равіль Сафович
Раві́ль Са́фович Сафіу́ллін (нар. 4 лютого 1955, Макіївка, Донецька область, Українська РСР, СРСР) — український політик і спортивний функціонер татарського походження. Міністр України у справах сім'ї, молоді та спорту з 11 березня 2010 по 9 грудня 2010 року, Міністр молоді та спорту з 28 лютого 2013 року. Депутат ВР України, член фракції Партії регіонів (з 11.2007), член Комітету з питань сім'ї, молодіжної політики, спорту та туризму (з 12.2007), голова підкомітету з питань розвитку туризму (з 01.2008); член Політради Партії регіонів. Колишній президент Професіональної футбольної ліги України

## Життєпис

### Освіта
Донецький медичний інститут (1978), лікар-гігієніст, епідеміолог.

### Кар'єра
1977–1978 — медбрат неврологічного відділення Донецької міської лікарні № 18.
1978–1979 — лікар санітарно-епідеміологічної станції, місто Рівне.
1979–1990 — лікар районної санітарно-епідеміологічної станції, завідувач відділення міської санітарно-епідеміологічної станції, завідувач централізованого відділу гігієни праці міської санепідстанції, місто Макіївка.
1990–1991 — завідувач відділу гігієни праці, 1991–1993 — завідувач відділу «Здоров'я і праця» Державного територіального об'єднання охорони і зміцнення здоров'я населення, місто Макіївка.
1993–1994 — заступник комерційного директора МП «Моноліт», місто Макіївка.
1994–2000 — перший віце-президент футбольного клубу «Шахтар» (Донецьк).
З 2000 — президент Професіональної футбольної ліги України.
Народний депутат України 4-го скликання з 14 травня 2002 до 25 травня 2006 від Виборчого блоку політичних партій «За єдину Україну!». Член Партії регіонів, № 22 в списку. На час виборів: президент Об'єднання футбольних клубів «Професійна футбольна ліга України», член Партії регіонів. Член фракції «Єдина Україна» (травень — червень 2002), член фракції «Регіони України» (червень 2002 — вересень 2005), член фракції Партії «Регіони України» (з вересня 2005); перший заступник голови Комітету з питань молодіжної політики, фізичної культури, спорту і туризму (з червня 2002).
Народний депутат України 5-го скликання 25 травня 2006 до 23 листопада 2007 від Партії регіонів, № 41 в списку. На час виборів: народний депутат України, член ПР. Член фракції Партії регіонів (з травня 2006); заступник голови Комітету з питань сім'ї, молодіжної політики, спорту і туризму (з липня 2006).
Народний депутат України 6-го скликання з 23 листопада 2007 до 11 березня 2010 від Партії регіонів, № 40 в списку. На час виборів: народний депутат України, член ПР. Член фракції Партії регіонів (з листопада 2007); член Комітету з питань сім'ї, молодіжної політики, спорту та туризму (з грудня 2007), голова підкомітету з питань розвитку туризму (з січня 2008). Склав депутатські повноваження 11 березня 2010.

## Родина
Дружина Ірина Петрівна (1955); дочка Мар'ям (1990).

## Державні нагороди
- Орден «За заслуги» I ст. (14 вересня 2013) — за вагомий особистий внесок у розвиток та популяризацію фізичної культури і спорту в Україні, досягнення високих спортивних результатів та багаторічну плідну професійну діяльність[2]
- Орден «За заслуги» II ст. 2011
- Орден «За заслуги» ІІІ ст. 2004
- Почесна грамота Верховної Ради України 2005
- Заслужений працівник фізичної культури і спорту України (серпень 2006).